# Chamgardan
Chamgardān o Chamgordān (farsi چمگردان) è una città dello shahrestān di Lenjan, circoscrizione Centrale, nella Provincia di Esfahan. Aveva, nel 2006, una popolazione di 16.086 abitanti. 